# Podandrogyne macrophylla
Podandrogyne macrophylla là một loài thực vật có hoa trong họ Màng màng. Loài này được (Turcz.) Woodson miêu tả khoa học đầu tiên năm 1948.